# Союз театральных деятелей Азербайджана
Союз театральных деятелей Азербайджана (азерб. Azərbaycan Teatr Xadimləri İttifaqı) — общественная организация, объединяющая театральных деятелей Азербайджана. Председателем Союза является народный артист Азербайджана Азерпаша Немат.

## История
Союз театральных деятелей Азербайджана был учреждён в 1897 году. Первоначальным названием организации был «Союз артистов», объединивший в своём составе около 300-от артистов. Эта организация, продолжавшая свою деятельность с 1917 года как «Союз мусульманских артистов», с 1920 года — как «Союз тюркских актеров», с 1948 года — как «Азербайджанское театральное общество», решением учредительной конференции от 27 февраля 1987 года была переименована в Союз театральных деятелей Азербайджана.
Основной целью Союза театральных деятелей является возрождение театрального процесса в стране.

## Современный период
Союз театральных деятелей Азербайджана в годы независимости организовывал театральные фестивали различных форматов: «Монотамаша», «Хим-джим» (пантомима), «Экспериментальные спектакли», «Фестиваль фестивалей», «Национальная классика», Республиканский фестиваль молодых режиссёров, фестиваль детских спектаклей, этап «Шёлковый путь» Международного Чеховского фестиваля" и др.
Союз театральных деятелей Азербайджана является действительным членом Международного театрального института ЮНЕСКО и Международной конфедерации союзов театральных деятелей. Союз имеет свои отделения в Нахичевани, Гяндже, Ленкорани, Сумгаите.
С марта 2013 года в Союзе действует лаборатория молодых режиссёров под руководством народной артистки, профессора Джаннат Салимовой.
С 2014 года Союзом совместно с Министерством культуры Азербайджана организуется и проводится Шекинский театральный фестиваль.
В ноябре 2018 году между руководством Союза театральных деятелей Азербайджана и Театральным обществом Грузии был подписан Меморандум о сотрудничестве.